# Coupe des nations de hockey sur glace
La coupe des nations (connue précédemment sous le nom de Deutschland Cup) est une compétition de hockey sur glace qui a lieu en Allemagne chaque année durant le mois de novembre. La compétition a changé de nom depuis l'édition 2005 pour devenir la TUI Nations Cup, TUI étant devenu le sponsor principal.

## Localisations
La compétition a changé de lieu au cours des années. Elle a eu lieu dans la patinoire TUI Arena de Hanovre de 2000 à 2005, en 2008 dans la patinoire SAP Arena de Mannheim, de 2009 à 2014 à l'Olympiahalle à Munich et de 2015 à 2017 à Augsbourg au Curt Frenzel Stadium. 
Depuis 2018, la compétition se déroule au Königpalast de Krefeld.

## Participants
À partir des années 2000, les nations participantes habituellement sont :
- Allemagne, pays hôte ;
- Suisse, pays co-organisateur ;
- Slovaquie ;
- Canada ;
- États-Unis ;
- Russie.

Les équipes des États-Unis et du Canada sont composées principalement de joueurs évoluant dans les ligues européennes et non pas de joueurs de la Ligue nationale de hockey. 
La compétition se joue entre quatre équipes, les participants alternent donc entre les différentes éditions.
Avant les années 2000, dans les anciens formats de la compétition, les nations qui ont le plus participé à ce championnat sont : l'Allemagne, la Tchécoslovaquie et plus tard la République Tchèque et la Slovaquie, l'URSS puis la Russie, la Suède, la Finlande et le Canada.

## Palmarès
| Année | Vainqueur                                                   | Deuxième                                                    | Troisième                                                   |
| ----- | ----------------------------------------------------------- | ----------------------------------------------------------- | ----------------------------------------------------------- |
| 1987  | Tchécoslovaquie                                             | Allemagne                                                   | Pologne                                                     |
| 1988  | Union soviétique                                            | Allemagne                                                   | Suisse                                                      |
| 1989  | Compétition annulée en raison de la chute du Mur de Berlin. | Compétition annulée en raison de la chute du Mur de Berlin. | Compétition annulée en raison de la chute du Mur de Berlin. |
| 1990  | Finlande                                                    | Suède                                                       | Tchécoslovaquie                                             |
| 1991  | Union soviétique                                            | Suède                                                       | Allemagne                                                   |
| 1992  | Russie                                                      | Allemagne                                                   | Suisse                                                      |
| 1993  | Russie                                                      | Canada                                                      | Suisse                                                      |
| 1994  | Tchéquie                                                    | Slovaquie                                                   | Canada                                                      |
| 1995  | Allemagne                                                   | Tchéquie                                                    | Finlande                                                    |
| 1996  | Allemagne                                                   | Italie                                                      | Canada                                                      |
| 1997  | Slovaquie                                                   | Canada                                                      | Suisse                                                      |
| 2000  | Canada                                                      | Suisse                                                      | Slovaquie                                                   |
| 2001  | Suisse                                                      | Slovaquie                                                   | Allemagne                                                   |
| 2002  | Canada                                                      | États-Unis                                                  | Allemagne                                                   |
| 2003  | États-Unis                                                  | Allemagne                                                   | Suisse                                                      |
| 2004  | États-Unis                                                  | Canada                                                      | Slovaquie                                                   |
| 2005  | Canada                                                      | Suisse                                                      | Slovaquie                                                   |
| 2006  | Slovaquie                                                   | Suisse                                                      | Canada                                                      |
| 2007  | Suisse                                                      | États-Unis                                                  | Allemagne                                                   |
| 2008  | Canada                                                      | Suisse                                                      | Allemagne                                                   |
| 2009  | Allemagne                                                   | États-Unis                                                  | Suisse                                                      |
| 2010  | Allemagne                                                   | Suisse                                                      | Canada                                                      |
| 2011  | Slovaquie                                                   | Allemagne                                                   | Suisse                                                      |
| 2012  | Allemagne                                                   | Suisse                                                      | Slovaquie                                                   |
| 2013  | États-Unis                                                  | Suisse                                                      | Allemagne                                                   |
| 2014  | Allemagne                                                   | Suisse                                                      | Slovaquie                                                   |
| 2015  | Allemagne                                                   | États-Unis                                                  | Suisse                                                      |
| 2016  | Slovaquie                                                   | Canada                                                      | Allemagne                                                   |
| 2017  | Russie                                                      | Slovaquie                                                   | Allemagne                                                   |